# 공심채
공심채(空心菜, 空芯菜, Ipomoea aquatica 또는 water spinach)는 잎채소로 자라는 반수생적 열대 식물이다. 옹채(壅菜), 죽협채(竹葉菜), 통심채(通心菜), 등채(藤菜)라고도 한다.

## 이름
중국어로는 웡차이(蕹菜)나 쿵신차이(空心菜)로, 광둥어로는 퉁초이(通菜)나 웅초이(蕹菜)로 부른다. 베트남어로는 자우무옹(rau muống), 태국어로는 팍붕(ผักบุ้ง), 인도네시아어·말레이시아어로는 캉쿵(kangkung), 필리핀어로는 캉콩(kangkong)으로 부른다. 태국에서는 공심채 볶음 요리를 morning glory라고도 하지만 영어로 morning glory는 나팔꽃이다.
이름 그대로 줄기 가운데가 비어[空] 있기 때문에 공심채라는 이름이 붙었다.

## 경작
공심채는 다음의 국가에서 경작된다:
- 오스트레일리아
- 방글라데시
- 미얀마
- 캄보디아
- 중국
- 피지
- 인도
- 몰디브
- 인도네시아
- 일본
- 말레이시아
- 네팔
- 뉴기니
- 오키나와
- 필리핀
- 스리랑카
- 대만
- 태국
- 베트남

## 요리
열대 식물이니 만큼 주로 중국이나 동남아시아 지방에서 즐겨 먹는다.
공심채볶음이 대표적이다.

## 사진

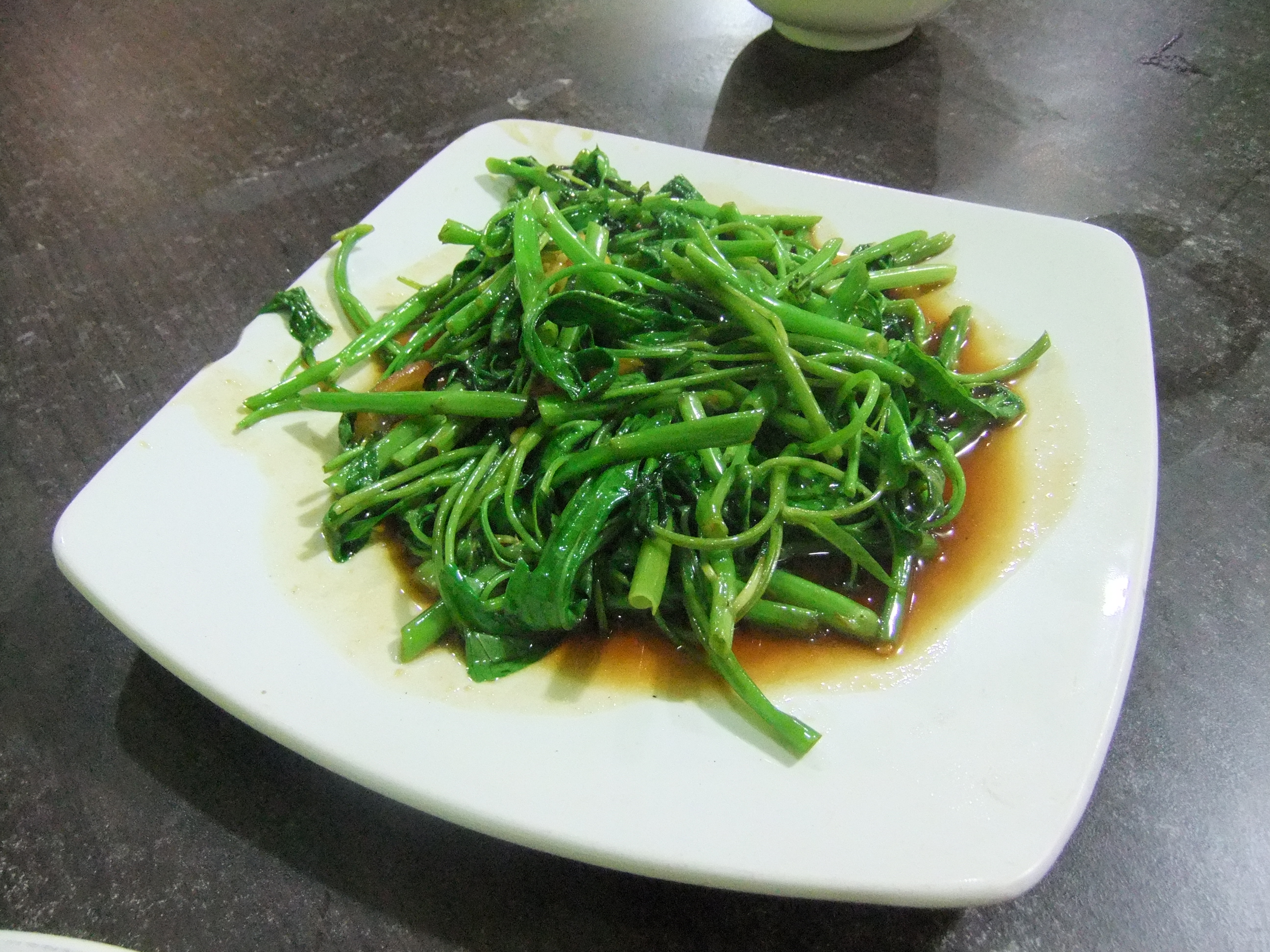
공심채볶음

## 같이 보기
- 공심채볶음
- 채소 목록
- 고구마